# 比利亞維哈 (烏伊拉省)
比利亞維哈是哥倫比亞的城鎮，位於該國西南部，由乌伊拉省負責管轄，距離首府內瓦36公里，始建於1550年8月18日，面積719平方公里，海拔高度347米，2005年人口7,314。

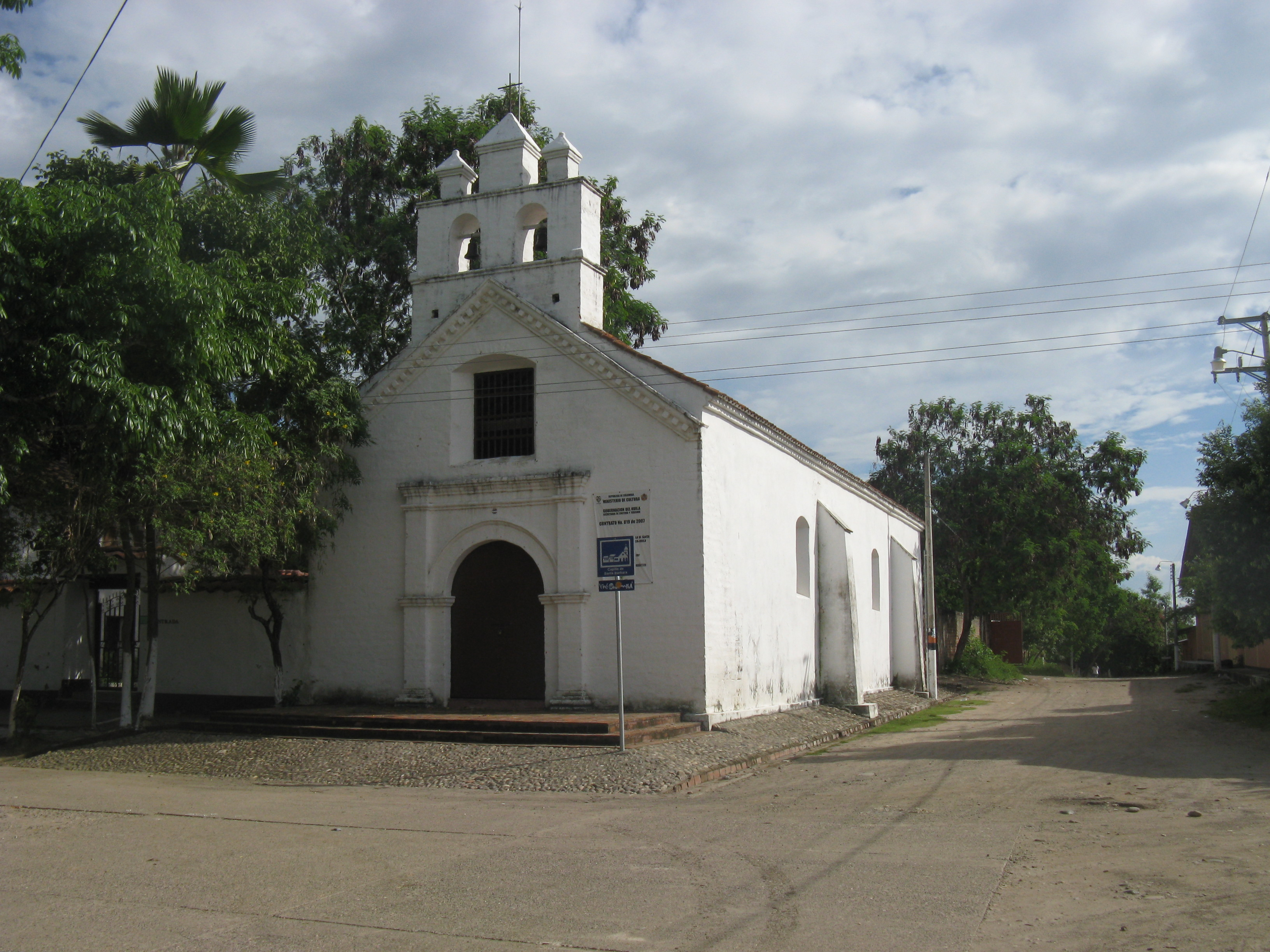

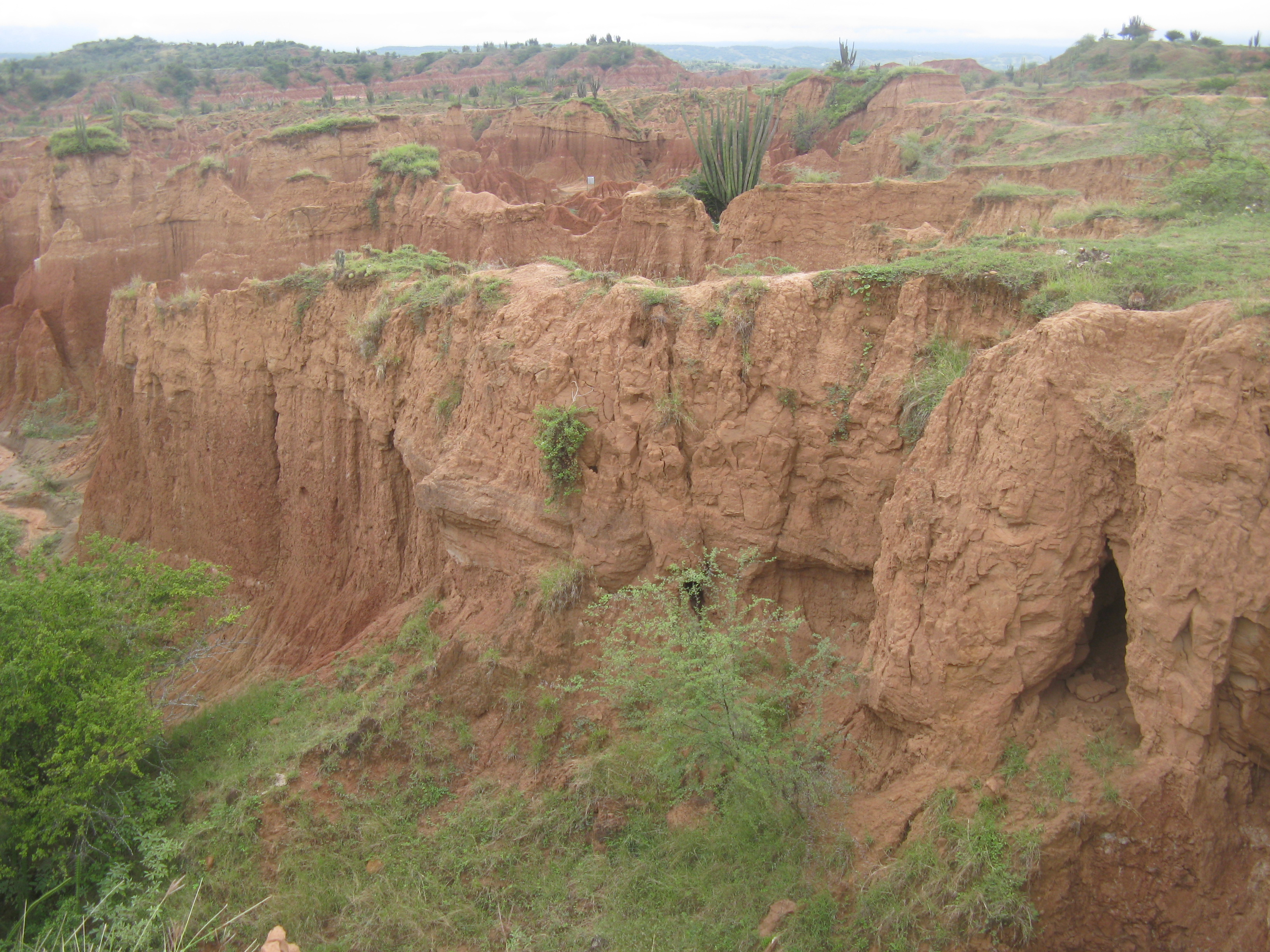

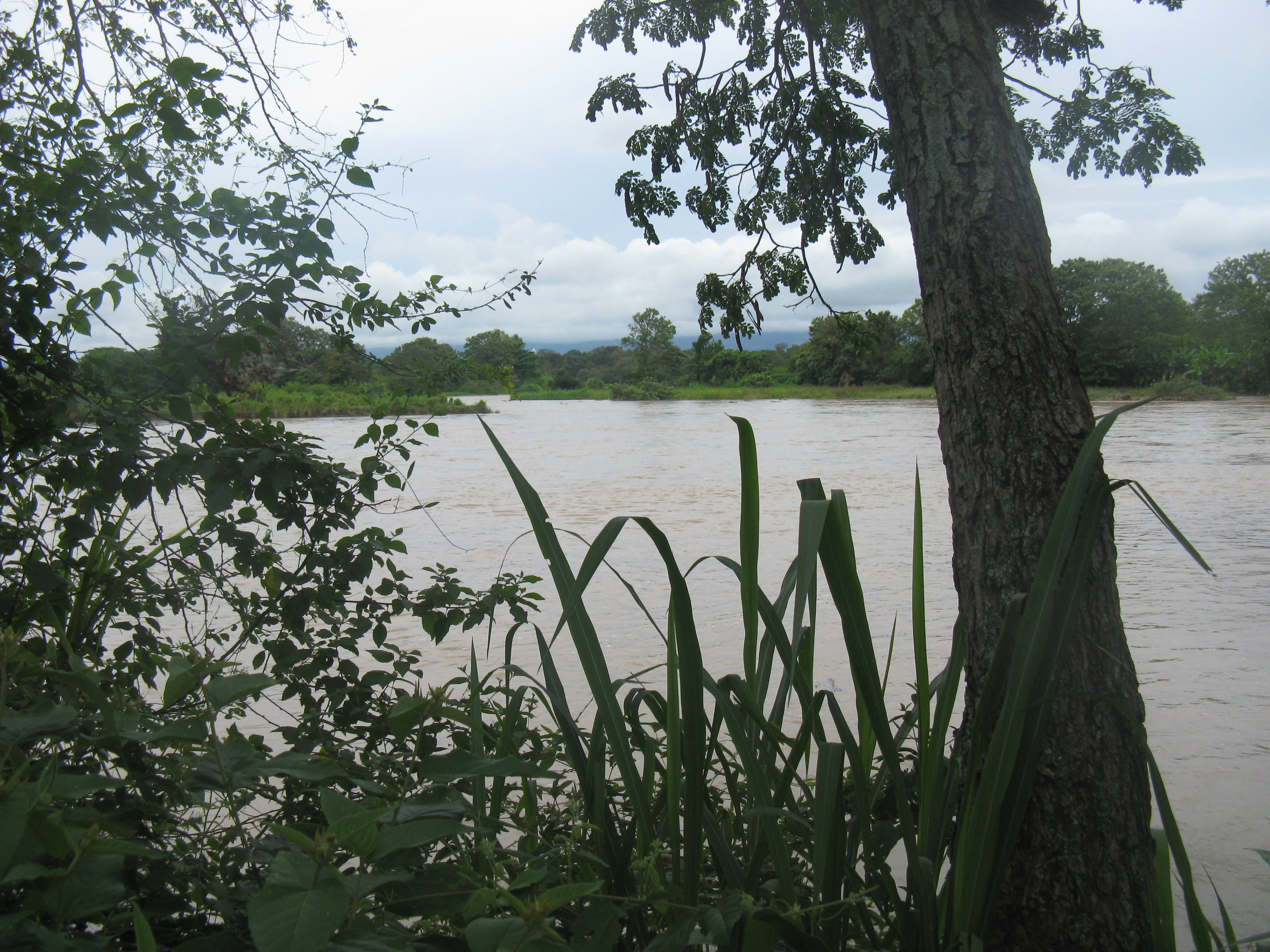

3°13′N 75°13′W / 3.217°N 75.217°W